# Demokratikus Mozgalom (Franciaország)
A Demokratikus Mozgalom (francia Mouvement démocrate, rövidítve MoDem) centrista, Európa-párti politikai párt Franciaországban.
A MoDemet François Bayrou alapította 2007-ben, a Valéry Giscard d’Estaing által 1978-ban létrehozott Unió a Francia Demokráciáért párt örököseként. A pártot Bayrou azért hozta létre, hogy versenybe szálljon a 2007-es törvényhozási választásokon, miután ő maga jól szerepelt az elnökválasztáson. (Nicolas Sarkozy és Ségolène Royal mögött a harmadik lett, a szavazatok 18,6%-ával.)
Az eredeti név Demokrata Párt volt, majd ez Demokratikus Mozgalomra változott, mert kiderült, hogy már létezik egy apró Demokrata Párt Franciaországban. A 2017-es törvényhozási választásra a MoDem együttműködési megállapodást kötött az En Marche-sal, miután Bayrou támogatta Emmanuel Macron jelöltségét az elnöki posztra, amit Macron meg is szerzett.